# Man (zespół muzyczny)
Man – walijski zespół rockowy, którego styl jest mieszanką amerykańskiego rocka psychodelicznego z Zachodniego Wybrzeża, rocka progresywnego i blues rocka. Został utworzony w listopadzie 1968 roku jako reinkarnacja walijskiej grupy rockowej The Bystanders. Man znany jest z długich jamów podczas występów na żywo.

## Historia

### The Bystanders
Man wyewoluował z The Bystanders, odnoszącego sukcesy zespołu popowego z Merthyr Tydfil, który grał w wielu klubach w Walii, często grając nawet w kilku klubach jednej nocy. The Bystanders wydał osiem singli, w tym „98.6”, który zajął 45 miejsce na UK Singles Chart w lutym 1967 roku (został zagrany w filmie Radio na fali z 2009 roku) oraz „When Jesamine Goes”, napisany przez ich menedżerów Ronniego Scotta i Marty’ego Wilde’a pod pseudonimami Frere Manston oraz Jack Gellar (został później skowerowany przez The Casuals jako „Jesamine” i dotarł do 2 miejsca na brytyjskiej liście przebojów). Nagrywali również sesje coverów dla BBC, gdyż przepisy ograniczające czas antenowy wymagały występów „na żywo” pomiędzy nagraniami w latach 60. Stali się stałymi bywalcami Jimmy Young Show, David Symonds Show i innych.
W momencie powstania w 1962 roku w skład Bystanders wchodził Owen Money, znany wówczas jako Gerry Braden, jednak został on zastąpiony przez Vica Oakleya, co dało klasyczny skład: Vic Oakley (śpiew), Michael „Micky” Jones (gitara), Clive John (klawisze, gitara), Ray Williams (bas) oraz Jeff Jones (perkusja). Do 1968 roku pozostali członkowie chcieli zmienić kierunek muzyczny na bardziej psychodeliczne, amerykańskie brzmienie gitarowe z Zachodniego Wybrzeża, więc Oakley odszedł. Na jego miejsce zajął gitarzysta Deke Leonard (właśc. Roger Leonard), a zespół zmienił nazwę na Man.

### Pye Records: lata 1968–1970
Man początkowo podpisali kontrakt z wytwórnią Pye Records, dla której nagrali swoje dwa pierwsze albumy. John Schroeder wyprodukował Revelation (styczeń 1969), zauważony za sprawą kontrowersyjnego, symulującego orgazm „Erotica”, który został zakazany w Wielkiej Brytanii oraz 2 Ozs of Plastic with a Hole in the Middle (wrzesień 1969). Po nagraniu drugiego albumu, Deke Leonard odszedł i został zastąpiony przez Martina Ace’a z poprzedniego zespołu Leonarda, Dream. W tym czasie Man nagrywali trzy sesje demo tygodniowo dla Leeds Music, w tym „Down the Dustpipe” z repertuaru Status Quo.
Man następnie odbyli trasę koncertową po Europie, głównie w zachodnich Niemczech, gdzie supportowali Chicago, ale w Belgii zostali zatrzymani jako podejrzani o terroryzm, a następnie uwięzieni za przestępstwa narkotykowe. Deke Leonard ponownie dołączył do zespołu, niemniej Martin Ace pozostał w grupie jako multiinstrumentalista. Niedługo później basista Ray Williams i perkusista Jeff Jones zostali wyrzuceni. Terry Williams dołączył do zespołu na perkusji, a Martin Ace przerzucił się na bas. Deke Leonard, Martin Ace i Terry Williams grali wcześniej razem w Dream, co było postrzegane przez niektórych jako przejęcie zespołu.
Bootleg pierwszego koncertu w październiku 1970 roku w Hamburgu w tym składzie, został wydany jako To Live for to Die (nagrany 1970, na CD wydany jako The Honest One w 1992 oraz 1997) i był później rebootlegowany przez zespół. Pomimo dobrych recenzji w Wielkiej Brytanii 2 Ozs of Plastic with a Hole in the Middle był bardziej popularny w Niemczech, więc zespół spędził rok w tym kraju, gdzie musząc grać 4–5 godzin na noc, większość numerów stała się rozbudowanymi jamami.

### United Artists: lata 1970–1975
Ich menadżer, Barrie Marshall, załatwił nowy kontrakt płytowy z Andrew Lauderem z United Artists Records, dla którego zespół nagrał album zatytułowany po prostu Man (marzec 1971), który otrzymał zróźnicowane recenzje. Ich medialny przełom nastąpił, gdy prześcignęli grupy takie jak Soft Machine, Yes i Family na koncercie w Berlinie Zachodnim, choć nadal grali na kontynencie. Po pojawieniu się na podwójnym kompilacyjnym samplerze wytwórni United Artists, All Good Clean Fun (1971), wyruszyli w trasę po Szwajcarii, by promować ten album, wraz z grupami Help Yourself i pochodzący z Leicester Gypsy.
Kolejny album Do You Like It Here Now, Are You Settling In? (listopad 1971) nagrany w Rockfield Studios przez Kingsleya Warda, otrzymał dobre recenzje, a zespół wystąpił w niemieckiej telewizji oraz na Islandii z grupą Badfinger. Jednak ciągłe trasy koncertowe powodowały wewnętrzne napięcia i w styczniu 1972 roku klawiszowiec Clive John opuścił zespół, by wraz z Philem Ryanem i Willem Youattem założyć Iorwerth Pritchard and the Neutrons.
Nowy, już czteroosobowy skład supportował Hawkwind i Brinsley Schwarz na koncercie charytatywnym w The Roundhouse 13 lutego 1972 roku, który został nagrany i wydany jako Greasy Truckers Party (z innymi artystami, kwiecień 1972), podwójny album w limitowanych egzemplarzach, który szybko stał się przedmiotem zainteresowania kolekcjonerów. Andrew Lauder, pracownik działu A&R United Artists, przekonał ich do wydania albumu koncertowego. Materiał na Live at the Padget Rooms, Penarth (wrzesień 1972) został nagrany 8 kwietnia 1972 roku. Płyta ta została sprzedana po niskiej cenie i wytłoczono tylko 8000 kopii, które rozeszły się w ciągu tygodnia, dzięki czemu znalazła się na 1 miejscu listy przebojów albumów budżetowych.
Zespół następnie próbował stworzyć nowy album studyjny, ale zabrakło inspiracji. Basista Martin Ace odszedł, aby założyć The Flying Aces ze swoją żoną Georginą „George” Ace. Następnie Micky Jones i Terry Williams wyrzucili Deke’a Leonarda, a Clive John dołączył do zespołu już jako gitarzysta wraz z nowymi członkami, Philem Ryanem (klawisze) i Michaelem „Willem” Youattem (bas). Nowy zespół nagrał pierwszą z trzech sesji Peel Sessions 29 sierpnia 1972 roku (pozostałe to 18 września 1973 i 31 października 1974). Następnie nagrali album Be Good to Yourself at Least Once a Day (listopad 1972), który otrzymał dobre recenzje. Impreza z 19 grudnia 1972 roku z Dave’em Edmundsem, Help Yourself, The Flying Aces i innymi, została wydana jako Christmas at the Patti (lipiec 1973), podwójne wydawnictwo, który ponownie znalazł się na szczycie listy przebojów albumów „budżetowych”, ale w trasie Clive John pokłócił się z Mickym Jonesem i ponownie odszedł.
Czteroosobowy zespół zaczął nagrywać Back into the Future (wrzesień 1973), ale ponieważ czuł potrzebę zatrudnienia drugiego gitarzysty, ostatecznie dołączył Alan „Tweke” Lewis z Wild Turkey. 24 czerwca 1973 roku nagrali koncertową część tego podwójnego albumu w The Roundhouse, wspierani przez chór męski Gwalia Male Choir, który wcześniej uczestniczył z Man w The Oval, kiedy supportowali Franka Zappę. Album początkowo sprzedawał się dobrze, wznosząc się na 23 miejsce na brytyjskiej liście przebojów i znów zapowiadano, że będzie to album, który stworzy zespół, jednak tłoczenie zostało ograniczone przez brak plastiku w czasie kryzysu naftowego. Kolejna trasa koncertowa miała jako support Iceberg Deke’a Leonarda. Podczas trasy Micky Jones i Leonard dyskutowali o nowym składzie Man, więc kiedy Phil Ryan i Will Youatt odeszli, by stworzyć The Neutrons w grudniu 1973, Leonard rozwiązał Iceberg i ponownie dołączył do Man wraz z dwoma byłymi członkami Help Yourself, Malcolmem Morleyem (klawisze, gitara) i Kenem Whaleyem (bas), którzy również grali w Iceberg.
Kolejny album Rhinos, Winos and Lunatics (maj 1974) został wyprodukowany przez Roya Thomasa Bakera, znanego ze współpracy z Queen i spędził 4 tygodnie na brytyjskiej liście przebojów, osiągając 24 pozycję. W marcu i kwietniu 1974 Man supportował Hawkwind na The 1999 Party, 5-tygodniowej trasie po Stanach Zjednoczonych. W Whisky a Go Go w Los Angeles 12 marca, Jim Horn dołączył na saksofonie, co zostało wydane jako bonusowy dysk z reedycją albumu Rhinos, Winos and Lunatics w 2007 roku. Koncert z 21 kwietnia w Chicago został zarejestrowany dla radia i wydany na CD w 1997 roku jako The 1999 Party Tour, lecz pomija Morleya w opisie na okładce, chociaż jest on obecny na nagraniu.
Malcolm Morley odszedł na dzień przed rozpoczęciem nagrywania kolejnego albumu Slow Motion (październik 1974). Zanim album został wydany, zespół odbył trasę koncertową po Wielkiej Brytanii (ponownie z Badfinger) i USA w sierpniu-październiku 1974. Powrócili do USA w marcu 1975 roku, aby promować album w trasie z REO Speedwagon i New Riders of the Purple Sage, ale trasa została przerwana już pierwszej nocy. Nowa trasa po Stanach Zjednoczonych, z REO Speedwagon i Blue Öyster Cult ponownie została przerwana w dwóch trzecich. Dodatkowe daty zostały zorganizowane, ale większość z nich została odwołana, kiedy Micky Jones zachorował na zapalenie płuc, więc ostatnie koncerty miały odbyć się w Winterland w San Francisco. Były one wielkim sukcesem, a promotor Bill Graham wypłacił im premię i zmienił rezerwację, jednak basista Ken Whaley miał już dość, czego w rezultacie odszedł.
Martin Ace zastąpił Kena Whaleya jako muzyk koncertowy, a zespół spotkał się i odbył próby z gitarzystą Johnem Cipolliną z Quicksilver Messenger Service, który grał z nimi w Winterland oraz zgodził się zagrać trasę po Wielkiej Brytanii. Podczas tej trasy koncert w Roundhouse został zarejestrowany z myślą kolejnego albumu koncertowego i chociaż Buckley i Ellingham twierdzą, że podobno Micky Jones musiał overdubbingować gitarę Cipolliny, w rzeczywistości był to tylko utwór „Bananas”, na którym jego gra została nałożona. Według Deke’a Leonarda: „Wszystko na Maximum Darkness, co brzmi jak Cipollina to Cipollina”. Album Maximum Darkness (wrzesień 1975) ostatecznie osiągnął 25 miejsce na brytyjskiej liście przebojów, a Martin Ace kontynuował jako muzyk koncertowy, aż do końca francuskiej trasy koncertowej z Hawkwind, Gong i Magma, kiedy to powrócił do grupy The Flying Aces.

### MCA Records: lata 1975–1976 i rozpad zespołu
Zespół zmienił wytwórnię na MCA Records. Klawiszowiec Phil Ryan ponownie powrócił, ale ponieważ żaden basista, którego znali nie był dostępny, zespół musiał przesłuchać po raz pierwszy w swojej historii. Przesłuchania poszły fatalnie, aż do ostatniego przesłuchania Johna McKenziego z Global Village Trucking Company, który natychmiast otrzymał propozycję pracy. Następnie nagrali The Welsh Connection (marzec 1976), który osiągnął miejsce 40 na UK Album Chart i odbyli trasę koncertową w marcu-kwietniu 1976 w Wielkiej Brytanii i w czerwcu-lipcu w USA. Podczas trasy po Stanach Zjednoczonych ponownie pojawiły się różnice zdań, a podczas kolejnej trasy po Europie klawiszowiec Phil Ryan i basista John McKenzie ogłosili swoje odejście, a reszta zespołu zgodziła się zakończyć działalność. Kontrakt płytowy z MCA opiewał na trzy albumy, ale ponieważ nikt nie chciał wnieść nowego materiału, a ich próby coverów były nieudane, MCA ostatecznie zgodziło się na pożegnalny album koncertowy. All’s Well That Ends Well (listopad 1977) został nagrany w Roundhouse w dniach 11–13 grudnia, chociaż ostatni koncert odbył się w Slough 16 grudnia 1976 roku. Zespół zgodził się, że „nigdy, przenigdy, nie będzie jednym z tych zespołów, które zreformowały się w daremnej próbie odzyskania minionej chwały...”.

### Dalsze losy muzyków Man
Po rozpadzie zespołu w 1976 roku, jego członkowie podejmowali liczne projekty, często z innymi byłymi członkami:

#### Martin Ace
Basista i gitarzysta Martin Ace opuścił Man przed The Welsh Connection, aby zreaktywować The Flying Aces ze swoją żoną George (gitara), Mickeyem Gee (gitara), Philem Ryanem (klawisze) i Stuartem Hallidayem (perkusja). Phil Ryan powrócił do Man, a Halliday dołączył do Alkatraz, gdzie został zastąpiony przez Dave’a Charlesa (ex-Help Yourself), a następnie Mike’a Gibbinsa (ex-Badfinger).
W latach 80. Ace i Micky Jones okazjonalnie wspierali walijskiego sobowtóra Elvisa, Petera Singha w zespole The Screaming Pakistanis. Ace grał również z gitarzystą Davidem Tiptonem i Johnem „Pugwash” Weathersem (ex-Gentle Giant) na perkusji.

#### Micky Jones
Krótko po rozpadzie grupy, gitarzysta Micky Jones nagrał kilka demówek z Johnem McKenziem (bas), Malcolmem Morleyem (gitara i klawisze) i Derekiem Ballardem (perkusja). W 1978 roku utworzył Micky Jones Band, z Alanem „Tweke” Lewisem (gitara), Steve’em Dixonem (perkusja), Alem McLaine (bas) i Steve’em Gurlem (ex-Wild Turkey i Babe Ruth) (klawisze).
Lewis i Gurl odeszli, więc Jones, Dixon i McLaine kontynuowali działalność jako trio o nazwie Manipulator, okazjonalnie znany też jako The Acidtones. W 1981 roku Jones rozwiązał Manipulator i utworzył The Flying Pigs z Mickiem Hawksworthem (bas) i Philem Little (perkusja).

#### Deke Leonard
Gitarzysta Deke Leonard reaktywował Iceberg z Lincolnem Carrem (bas) i Terrym Williamsem (kiedy nie grał z Rockpile). Nadal miał kontrakt płytowy i początkowo nagrywał z Martinem Ace i Terrym Williamsem, ale potrzebował dwóch prób, aby ukończyć album Before Your Very Eyes (1979), którego wydanie zostało opóźnione o pięć lat, kiedy EMI przejęło United Artists. W późniejszym składzie znalazło się dwóch muzyków, z którymi Leonard grał w Help Yourself: Richard Treece (gitara i bas) oraz B.J. Cole (gitara pedal steel), a także Reg Isadore (perkusja). Leonard zajął się pisaniem tekstów i na krótko przeniósł się do Stanów Zjednoczonych, gdzie pracował nad albumem Waltera Egana.
Leonard założył The Force z Seanem Tylą (ex-Ducks Deluxe) (gitara), Mickym Groomem (bas) i Paulem Simmonsem (perkusja). Ich album Force’s First (1982) zawierał także Terry’ego Williamsa i Martina Ace’a. The Force rozpadło się po tym, jak Tyla doznał ciężkiej tremy w 1982 roku, a Leonard zreformował zespół jako kolejny Iceberg.

#### John McKenzie
Basista John McKenzie początkowo dołączył do Ryana i Pete’a Browna, po czym dołączył do Steve’a Hillage’a pojawiając się na niektórych utworach albumu Live Herald (1979). Następnie został muzykiem sesyjnym, koncertował z Dr Johnem, Albertem Lee, Davy Spillane, The Christians, Seal, Alison Moyet i Everything but the Girl oraz nagrywał z Bobem Dylanem, The Pretenders, Eurythmics, Davidem Bowie, Mary Coughlan, Paulem Brady, Maire Brennan, Andreą Corr, Damienem Rice i Wham.

#### Phil Ryan
Klawiszowiec Phil Ryan ponownie dołączył do swojego byłego partnera z Piblokto Pete’a Browna i na krótko utworzył The Brown & Ryan Band z McKenziem (bas), Taffem Williamsem (ex-Neutrons) (gitara) i Steve’em Jonesem (perkusja). Drugi skład Pete Brown, Phil Ryan, Taff Williams, Dill Katz (bas) i Jeff Seopardie (perkusja) znany jako Pete Brown and the Interoceters oraz Ray Gammond and the Interoceters nagrał kilka utworów wydanych na albumie Pete’a Browna Party in the Rain z 1984 roku. Zagrał też kilka koncertów z The Flying Aces.
Phil Ryan następnie przeniósł się do Danii, skąd pochodziła jego żona Bolette. Pisał muzykę do filmów i telewizji. Zmarł 30 kwietnia 2016 roku.

#### Terry Williams
Po rozpadzie Man, perkusista Terry Williams natychmiast dołączył do Rockpile z Dave’em Edmundsem, Nickiem Lowe i Billym Bremnerem. Ich działalność trwała do 1982 roku, wydając kilka albumów i singli oraz koncertując w USA i Europie. Williams krótko współpracował z Meat Loafem, zanim otrzymał propozycję od Dire Straits, z którym nadal współpracował, kiedy Man zreaktywował się.

### Reaktywacja: lata 1983-obecnie
Zespół zreaktywował się w 1983 roku, w składzie Micky Jones i Deke Leonard na gitarach, Martin Ace na basie i John „Pugwash” Weathers (wcześniej Gentle Giant) na perkusji. Ten skład miał pozostać niezmienny do 1996 roku, z wyjątkiem krótkiego okresu, kiedy John Weathers był chory i Rick Martinez tymczasowo przejął jego obowiązki.
Po próbach, ich pierwszy koncert odbył się w All Fools Day w klubie The Marquee w Londynie, a w czerwcu 1983 roku nagrali w The Marquee płytę koncertową Friday 13th (styczeń 1984, Picasso PIK 001), jednak zawierała ona stare numery, a nie nowy materiał. Nie mając kontraktu płytowego, który by ich promował, albumy były wydawane w kilku wytwórniach, np. Friday 13th został wydany również jako Live at the Marquee (Great Expectations PIPCD 055) i Talk about a Morning (Dressed to Kill DRESS 600). Jeszcze w tym samym roku zagrali na festiwalu w Reading, który został nagrany dla Friday Rock Show Tommy’ego Vance’a i wydany jako Live at Reading '83 w 1993 roku.
W 1983 roku nagrali również album z nowym materiałem w Niemczech, jednak grupa pokłóciła się z producentem, który był również promotorem albumu, więc album nigdy nie został wydany. Tak więc pierwszym albumem studyjnym, który został wydany, był The Twang Dynasty z 1992 roku i zawierał utwór „Fast and Dangerous”, który został wykorzystany w trailerze do programu Fast Show Paula Whitehouse’a, chociaż zespół nie otrzymał za to wynagrodzenia.
Ich występ na festiwalu Glastonbury w 1994 roku został wydany jako Live 1994 – Official Bootleg (i ponownie wydany jako Live Official Bootleg), a w 1995 roku nagrali Call Down the Moon (maj 1995) wydany w wytwórni Hypertension, wyprodukowany przez zespół i Rona Sancheza – amerykańskiego muzyka oraz DJ-a, który od dawna był orędownikiem ich sprawy.
Weathers odszedł w 1996 roku, gdyż rzekomo Gentle Giant miał się zreaktywować, a jego miejsce zajął powracający perkusista Terry Williams, który w międzyczasie udzielał się w takich zespołach jak Dire Straits. Williams nagrał kilka utworów, które później ukazały się na albumie Undrugged (maj 2002). W tym czasie Deke Leonard doznał niewielkiego udaru, więc zespół zagrał kilka koncertów w trzyosobowym składzie. Kiedy Leonard powrócił w 1997 roku, Williams odszedł, a jego miejsce zajął perkusista Bob Richards, wcześniej grający w The Wild Family i The Adrian Smith Band.
Klawiszowiec Phil Ryan powrócił w 1998 roku, przywracając zespół do klasycznego pięcioosobowego składu, który w marcu tego samego roku nagrał podwójny album koncertowy 1998 at the Star Club (1998) w The Star Club, Oberhausen w Niemczech. Ryan odegrał główną rolę w produkcji Endangered Species (czerwiec 2000), jednak potem musiał wycofać się z zespołu z przyczyn osobistych. Ryan został zastąpiony przez Garetha Llewellyna Thorringtona, który nie uczestniczył w nagraniu Down Town Live (2002) w Down Town Blues Club w Hamburgu w maju 2001 roku, ponieważ jego lot został odwołany z powodu wybuchu bomby, ale pojawił się na albumie Undrugged (maj 2002) (album unplugged z przekręconym tytułem), który został rozpoczęty w 1996 roku, a ostatecznie wydany w 2002 roku. Undrugged zawiera kilka klasycznych coverów, w tym „Sail on, Sailor” Beach Boys i „Georgia on My Mind” Raya Charlesa, w obu przypadkach zaśpiewany przez Micky’ego Jonesa, jednak to był już ostatni album z jego udziałem.
W 2002 roku u Micky’ego Jonesa zdiagnozowano guza mózgu i musiał przerwać granie na czas leczenia. Jego miejsce zajął tymczasowo jego syn George Jones, lecz kiedy Micky Jones wyzdrowiał na tyle, że mógł ponownie dołączyć do zespołu, w 2004 roku Deke Leonard postanowił odejść, więc George Jones został stałym członkiem zespołu. W 2005 roku stan zdrowia Micky’ego Jonesa pogorszył się z powodu ponownego pojawienia się guza mózgu i został zastąpiony przez syna Martina Ace’a, Josha Ace’a.
W listopadzie 2006 roku ukazał się po raz pierwszy nagrany bez Micky’ego Jonesa i Deke’a Lenonarda album Diamonds and Coal, po którym Thorrington został zwolniony, a zespół kontynuował działalność w czteroosobowym składzie. Na trasę z okazji 40-lecia zespołu w 2008 roku ponownie powrócił Phil Ryan na klawiszach, tworząc wielopokoleniowy skład, w którym znaleźli się dwaj pierwsi członkowie (basista Martin Ace i klawiszowiec Phil Ryan), dwaj synowie pierwszych członków (gitarzyści George Jones i Josh Ace) oraz perkusista Bob Richards, który był w zespole od 1997 roku. Ten skład nagrał również album studyjny, ale zanim ukazał się, zespół się rozpadł. Josh Ace, Martin Ace i Phil Ryan zwerbowali do nowego składu Jamesa Becka (gitara, śpiew) oraz Rene’a Robrahna (perkusja, śpiew). Album Kingdom of Noise został wydany w czerwcu 2009 roku.
George Jones i Bob Richards utworzyli nowy zespół Son of Man, wraz z Richiem Gallonim (śpiew), Markiem Jamesem (klawisze) i Rayem Jonesem (bas) z walijskiego zespołu Sassafras oraz Glennem Quinnem (gitara) z Tigertailz. Od 2020 roku nadal grają muzykę Man na koncertach w całej Anglii i Walii, po wydaniu albumu Son of Man z nowym materiałem w październiku 2016 roku. Ich drugi album State Of Dystopia został wydany w marcu 2020 roku.
Po odejściu z Man, Micky Jones kontynuował występy przez jakiś czas, ale potem zdiagnozowano u niego kolejny nowotwór; następne półtora roku spędził w szpitalu i poza nim; jego stan zdrowia sprawił, że przez następne trzy lata przebywał w domu opieki w Swansea, aż do spokojnej śmierci w wieku 63 lat, 10 marca 2010 roku.
Clive John, znany również jako Clint Space, kolejny z członków założycieli, zmarł po długiej walce z rozedmą płuc 24 sierpnia 2011 roku w Hanover Street, Swansea, w wieku 66 lat. Były basista Ken Whaley zmarł na raka płuc 8 maja 2013 roku w wieku 66 lat. Phil Ryan pozostał w zespole aż do swojej śmierci 30 kwietnia 2016 roku w wieku 69 lat.
Nowy album Reanimated Memories, został zaprezentowany na koncercie w The Half Moon, Putney 22 lutego 2015 roku, pierwszym występie zespołu w Wielkiej Brytanii od października 2011 roku.
W 2015 roku Swansea Museum zorganizowało wystawę The Evolution of Man 1965-2014, Acid Rock from Wales, prezentującą pamiątki po Man z ostatnich 50 lat z kolekcji lokalnego fana Johna Bannona.
31 stycznia 2017 roku w wieku 72 lat zmarł Deke Leonard, jeden z członków założycieli grupy i istotna część historii walijskiej grupy. 13 września 2017 roku Will Youatt zmarł spokojnie we śnie.
Od 2011 roku Man ma siedzibę w Niemczech, gdzie nadal występują okazjonalnie, w tym jesienne trasy w 2012 i 2013 roku oraz krótkie tournee po Wielkiej Brytanii w 2019 roku
Na ich 50-lecie trasy koncertowej w 2018 roku, Shane Dixon dołączył do zespołu jako nowy perkusista, a Malcolm Morley powrócił do gry na klawiszach. Ich najnowszy album Anachronism Tango ukazał się w październiku 2019 roku.
Basista Man w latach 1975–1976 John McKenzie zmarł 10 maja 2020 roku w wieku 64 lat.

## Dyskografia
Pełną dyskografię można znaleźć w „The Manband Archive”. W lipcu 2017 roku lista ta zawierała 423 wydawnictwa w 75 wytwórniach w 24 krajach.

### Albumy studyjne
- Revelation (1969, Pye)
- 2 Ozs of Plastic with a Hole in the Middle (1969, Pye)
- Man (1971, Liberty)
- Do You Like It Here Now, Are You Settling In? (1971, United Artists)
- Be Good to Yourself at Least Once a Day (1972, United Artists)
- Back Into the Future (1973, United Artists; część studyjna)
- Rhinos, Winos, and Lunatics (1974, United Artists)
- Slow Motion (1974, United Artists)
- The Welsh Connection (1976, MCA)
- The Twang Dynasty (1992, The Road Goes On Forever)
- Call Down the Moon (1995, Hypertension)
- Endangered Species (2000, Evangeline Records)
- Undrugged (2002, Point)
- Diamonds & Coal (2006, Point)
- Kingdom of Noise (2009, Point)
- Reanimated Memories (2015, Esoteric Antenna)
- Anachronism Tango (2019, Point)

### Albumy koncertowe
- Live at the Padget Rooms, Penarth (1972, United Artists)
- Back Into the Future (1973, United Artists; część koncertowa)
- Maximum Darkness (1975, United Artists)
- All’s Well That Ends Well (1977, MCA)
- Friday 13th (1984, Line Records)
- 1998 at the Star Club (1998, Krucker)
- Down Town Live (2002, Altrichter Music)

### Albumy kompilacyjne
- Perfect Timing – The U.A. Years (1991, EMI)
- The Dawn Of Man (1997, Recall Records)
- The Definitive Collection (1998, Castle Records)
- 3 Decades Of Man (2000, Point)
- Rare Man (2001, Point)
- Man Alive (2003, Snapper Music)
- And In The Beginning (The Complete Early Man 1968-69) (2004, Castle Music)
- Keep On Crinting (The Liberty/UA Years Anthology 1971-1975) (2006, EMI)
- Sixty Minutes With Man (2007, Voiceprint)

### Albumy różnych wykonawców
- Greasy Truckers Party (1972)
- Christmas at the Patti (1973)

### Bootlegi
- To Live For To Die (nagrany w 1970 roku); reedycja CD jako The Honest One (1992); (CD 1997, Point)
- Live At The Rainbow 1972 (CD 1998, Point)
- The 1999 Party Tour (nagrany w 1974) (CD 1998, Point)
- Live In London 1975 (CD 1998, Eagle Records)
- Live At Reading '83 (nagrany w 1983) (CD 1993, Raw Fruit)
- The Official Bootleg (nagrany w 1994) (CD 2001, Point)
- Live at Crosskeys Institute 25th May 1984: Official Bootleg Series, Vol 1 (CD 2005, Effigy Music)
- Live at the Keystone Berkeley, 9th August 1976: Official Bootleg Series, Vol 2 (2CD 2005, Effigy Music)
- Live at Hebden Bridge Trades Club 11th December 2004: Official Bootleg Series, Vol 3 (CD 2006, Effigy Music)

## Aktualny skład
- Martin Ace – gitara basowa, spiew
- Josh Ace – gitara, śpiew
- James Beck – gitara, śpiew
- Shane Dixon – perkusja
- Malcolm Morley – instrumenty klawiszowe, gitara, śpiew

## Byli członkowie
- Clive John – instrumenty klawiszowe, gitara, śpiew (zmarły 2011)
- Jeff Jones – perkusja
- Micky Jones – gitara, śpiew (zmarły 2010)
- Deke Leonard – gitara, instrumenty klawiszowe, harmonijka, śpiew (zmarły 2017)
- Ray Williams – gitara basowa, śpiew (zmarły 1993)
- Terry Williams – perkusja, śpiew
- Phil Ryan – instrumenty klawiszowe, śpiew (zmarły 2016)
- Michael „Will” Youatt – gitara basowa, śpiew (zmarły 2017)
- Alan „Tweke” Lewis – gitara
- Ken Whaley – gitara basowa (zmarły 2013)
- John Cipollina – gitara (zmarły 1989)
- John McKenzie – gitara basowa, śpiew (zmarły 2020)
- John Weathers – perkusja, gitara, śpiew
- Rick Martinez – perkusja
- Bob Richards – perkusja
- Gareth Llewellyn Thorrington – instrumenty klawiszowe, śpiew
- George Jones – gitara, śpiew
- Rene Robrahn – perkusja, śpiew